# Sayf ibn Dhi Yazan
Abū Murra Sayf bin Dhī Yazan al-Ḥimyarī (en arabe : سيف بن ذي يزن) était un roi himyarite semi-légendaire du Yémen qui a vécu entre 516 et 578 apr. J.-C., connu pour avoir mis fin à la domination axoumite sur l'Arabie du Sud avec l'aide de l'empire sassanide, .
Pour reconquérir le Yémen, Sayf a demandé à Khosro Ier, roi de l'empire sassanide, de l'aider à combattre les Aksumites. Khosrau accepta et envoya 800 hommes avec Wahriz comme chef. Masruq ibn Abraha, roi du Yémen, affronta l'armée mais perdit dans la bataille. Les Sassanides avancèrent pour conquérir San'a, cependant, Sayf fut nommé roi, étant entendu qu'il enverrait des impôts à Khosrau. Il a ensuite été poignardé par des serviteurs éthiopiens, et les Sassanides ont reconquis le Yémen et Vahriz a été nommé gouverneur du Yémen, aux côtés du fils de Sayf.

## Culture populaire
Le grand-père du prophète Muhammad, Abdul-Muttalib a rencontré Sayf dans son palais au Ghamadan.
Sayf est entré dans le folklore arabe à travers sa célèbre "biographie" Sīrat Sayf ibn Dhī-Yazan qui raconte ses conquêtes du royaume humain et mythique jinn, mélangeant des faits historiques avec le folklore et la mythologie arabe. Yazan est devenu un nom de garçon populaire dans la culture arabe contemporaine.